# Direct rule
La Direct rule era un termine applicato alla fine del XX secolo e all'inizio del XXI secolo all'amministrazione dell'Irlanda del Nord direttamente da Westminster, la sede del governo del Regno Unito. L'ultimo periodo di direct rule si è concluso l'8 maggio 2007, quando il potere è stato restituito all'Assemblea dell'Irlanda del Nord dopo le elezioni di aprile e a seguito di un accordo di condivisione del potere tra i principali partiti.
Sebbene gli affari quotidiani della direct rule fossero amministrati dagli stessi organi governativi in Irlanda del Nord, le politiche principali furono determinate dall'Ufficio per l'Irlanda del Nord del governo britannico sotto la direzione del Segretario di Stato per l'Irlanda del Nord; La legislazione è stata emanata, modificata o abolita attraverso il decreto in Consiglio. 
La direct rule è stata introdotta il 28 marzo 1972 in base ai termini del Regno Unito del Northern Ireland (Provisional Provisions) Act 1972, che ha anche sospeso il Parlamento dell'Irlanda del Nord ("Stormont"). È stata praticata per 26 anni consecutivi, dal 1972 al 1998, nel contesto del conflitto nordirlandese, e da allora è stata revocata più volte come sospensione temporanea. L'8 maggio 2007, terminato l'ultimo periodo di controllo diretto, l'Assemblea dell'Irlanda del Nord ha raggiunto un accordo per condividere il potere.
Il governo britannico ha istituito l'Assemblea dell'Irlanda del Nord nel 1973 (in base all'accordo di Sunningdale, che è stato ribaltato dall'azione unionista e nel 1982 questa volta dai nazionalisti) e più recentemente in base ai termini dell'accordo del Venerdì Santo del 1998, è stato stabilito che l'Assemblea assuma il potere di governo in Irlanda del Nord, ponendo fine alla direct rule. I risultati dell'Accordo del Venerdì Santo hanno avuto molto successo nel raggiungere questo obiettivo, tuttavia, poiché l'Assemblea è stata sospesa per più di tre mesi a partire dal febbraio 2000, due volte brevemente nell'agosto e settembre 2001, e ancora nell'ottobre 2002 fino alla primavera 2007, la direct rule è stata nuovamente imposta.
Unionisti e nazionalisti spesso si opponevano alla direct rule, perché il sistema non forniva al popolo irlandese uno status sufficientemente democratico per avere voce in capitolo nel sistema di governo. Sebbene alcuni unionisti concordassero con questo sistema nel considerare il territorio come parte del Regno Unito, alcuni nazionalisti accettarono la direct rule solo perché credevano che i politici di Londra fossero meno ostili verso la comunità cattolica dell'Irlanda del Nord rispetto al governo locale eletto dalla maggioranza protestante.